# Utterholmen, Lovisa
Utterholmen är en ö i Finland. Den ligger i Finska viken och i kommunen Lovisa i den ekonomiska regionen  Lovisa i landskapet Nyland, i den södra delen av landet. Ön ligger omkring 57 kilometer öster om Helsingfors.
Öns area är 0,9 hektar och dess största längd är 150 meter i nord-sydlig riktning.